# Cryptocarya camptodroma
Cryptocarya camptodroma är en lagerväxtart som beskrevs av C. K. Allen. Cryptocarya camptodroma ingår i släktet Cryptocarya och familjen lagerväxter. Inga underarter finns listade i Catalogue of Life.